# Stephan Middelboe (søofficer)
 Der er flere personer med dette navn, se Stephan Middelboe.
Stephan Middelboe (født 8. marts 1802 i København, død 16. juli 1856 i Ottensen) var en dansk søofficer og søn af Bernhard Middelboe.
Stephan Middelboe blev 1813 kadet i Marinen, vandt 1821 Gerners Medalje, blev sekondløjtnant 1823, var 1824-25 med korvetten Najaden til Vestindien, blev premierløjtnant 1832 og holdt året efter afsked som kaptajnløjtnant, idet han samtidigt blev ansat som navigationseksaminator for Slesvig og Holsten med bopæl i Tønning. Efter egen begæring blev han ansat som reserveløjtnant i Marinen under Treårskrigen 1848-50 og gjorde tjeneste på kanonbådene, hvor han blev såret under kanonbådens beskydning af Fredericia. 6. oktober 1852 blev han Ridder af Dannebrog.
Som ung officer studerede han særlig matematik; 1833 blev han ansat som auskultant i Konstruktions- og Regeringskommissionen, men afgik kort efter igen. Som navigationseksaminator blev han kort før sin død tildelt titlen generalkrigskommissær. I sine sidste leveår var hans helbred svagt, hvorfor han jævnlig måtte foretage rejser til tyske badesteder. Stephan Middelboe er forfatter af navigationsvidenskabelige skrifter, blandt andet Haandbog for den praktiske Navigatør (1843).
Han blev gift 1835 med Johanne f. Thor Straten (1807-1861), datter af borgmesteren i Flensborg Johann Jacob Thor Straten og Anna Maria f. Rønnenkamp.
Det Kongelige Bibliotek og Forsvarets Bibliotek har portrætter af Middelboe.
Han er begravet på Flensborg Gamle Kirkegård.